# Friedrich (Hessen-Eschwege)

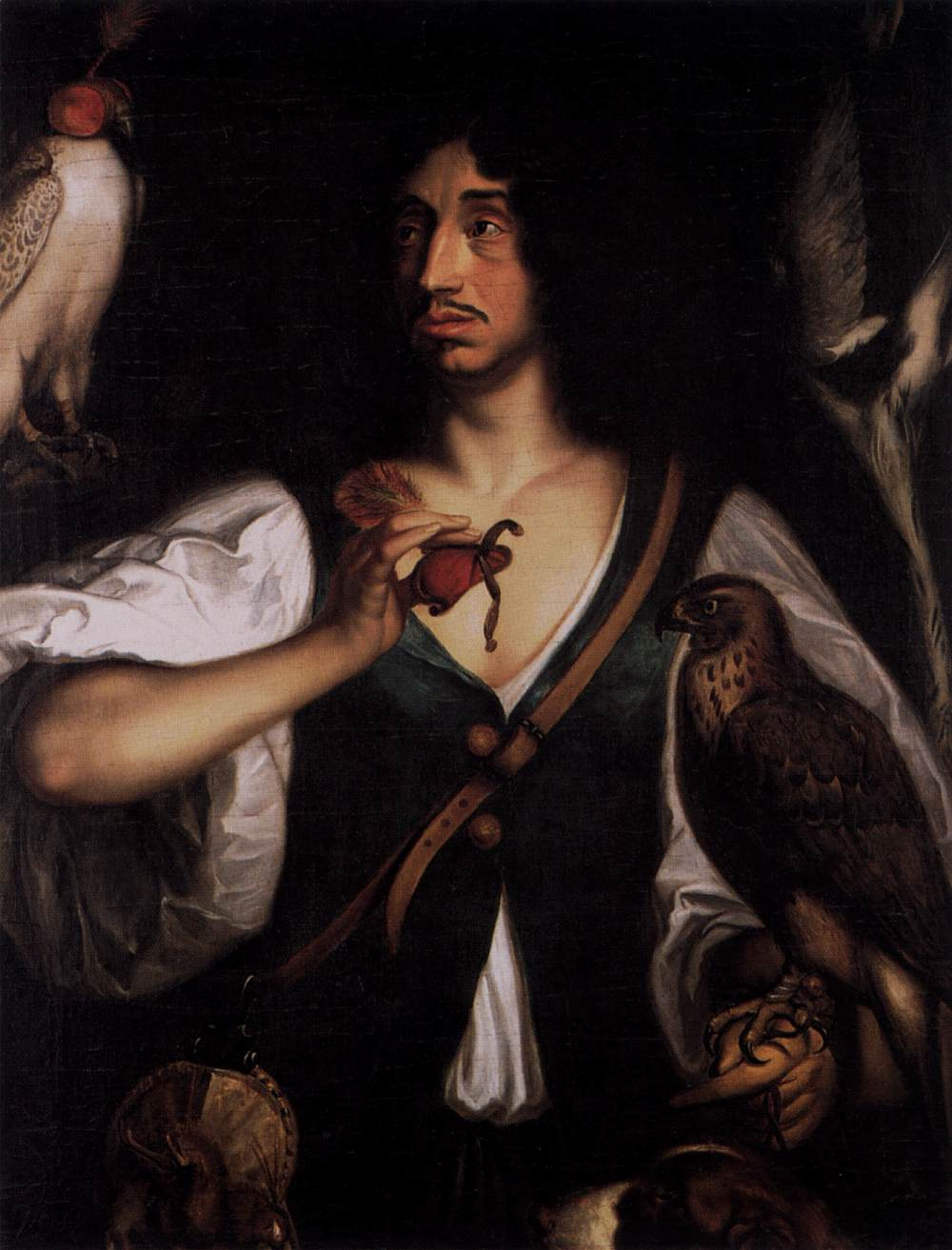
Friedrich von Hessen-Eschwege als Falkner, Gemälde von Matthäus Merian dem Jüngeren

Friedrich von Hessen-Eschwege (* 9. Mai 1617 in Kassel; † 24. September 1655 in Costian (?) bei Posen) war von 1632 bis zu seinem Tod Landgraf der Mediat-Landgrafschaft Hessen-Eschwege, die unter der Oberhoheit von Hessen-Kassel stand.

## Herkunft und Leben
Als achtes Kind des Landgrafen Moritz von Hessen-Kassel geboren, erhielt er Hessen-Eschwege auf Grund einer Verfügung seines Vaters, die dieser kurz vor seiner wegen drohenden Staatsbankrotts von den Landständen erzwungenen Abdankung seinem Sohn und Nachfolger Wilhelm V. auferlegte. Auf Betreiben seiner zweiten Ehefrau Juliane von Nassau-Dillenburg bestimmte Moritz, dass ein Viertel seines Landes, die sogenannte „Rotenburger Quart“, an seine Söhne aus dieser zweiten Ehe zu überlassen war. Von diesem erhielt Hermann das Gebiet Rotenburg, Friedrich bekam Eschwege, und Ernst erhielt die ehemalige Niedergrafschaft Katzenelnbogen mit Sitz auf der Burg Rheinfels.
Moritz selbst lebte bis zu seinem Tod 1632 mit seiner Zweitfamilie in Eschwege. Im Dreißigjährigen Krieg wurden Schloss und Stadt Eschwege zu Ostern 1637 zerstört und geplündert. Es ist daher anzunehmen, dass der damals 20-jährige Friedrich („der tolle Fritz“) seine Residenz Eschwege erst nach seiner 1646 in Stockholm erfolgten Vermählung mit Eleonora Katharina, der Schwester des späteren Schwedenkönigs Karl X. Gustav, bezog.
1631 floh Friedrich mit gerade einmal 14 Jahren vor seinem Vater in das Heerlager seines Bruders Wilhelm V. und trat in die hessen-kasselsche Armee ein. In den nächsten Jahren kämpfte er zunächst am Rhein und in Westfalen, 1634 bis 1636 dann in den Niederlanden. Ab 1640 befehligte er ein Kavallerieregiment im Heer des hessischen Verbündeten Schweden. 1648 übernahm er noch einmal den Befehl über hessische Truppen, die die Stadt Paderborn belagerten. Mitte Oktober wurde die Stadt jedoch kurz vor Abschluss des Westfälischen Friedens durch kaiserliche Truppen unter Guillaume de Lamboy entsetzt.
Friedrich hatte insbesondere nach seiner Hochzeit eine steile militärische Karriere im schwedischen Heer, wo er es bis zum Generalmajor brachte. Im Krieg zwischen Schweden und Polen (1655–1661) befehligte er eine schwedische Kampfgruppe. Wegen seiner militärischen Aktivitäten war er selten in Eschwege, sondern verbrachte viel Zeit am schwedischen Hof. Die Verwaltung seiner Teil-Landgrafschaft besorgte die fürstliche Gesamtkanzlei der drei Brüder. Dennoch kümmerte er sich als Landgraf auch um seine Untertanen. Er trug maßgeblich zum Wiederaufbau Eschweges nach dem Dreißigjährigen Krieg bei. Seine Gemahlin hielt sich überwiegend in Eschwege auf, wie die Geburtsorte ihrer Kinder ausweisen.
Unter dem Gesellschaftsnamen Der Fliegende wurde er als Mitglied in die literarische Fruchtbringende Gesellschaft aufgenommen.

## Tod und Erbe
Nach dem frühen Tod Friedrichs (gefallen am 24. September 1655 Kosten, poln. Koscian, in Polen), im Heer seines Schwagers Karl X. Gustav von Schweden, fiel Hessen-Eschwege an seinen Bruder Ernst von Hessen-Rheinfels. Nach einer zweijährigen Odyssee wurde sein Sarg in der Marktkirche St. Dionys (Altstädter Kirche) in Eschwege beigesetzt. Das Schloss in Eschwege wurde seiner Witwe als Witwensitz zugewiesen, aber sie zog sich auf ihr schwedisches Lehen Osterholz bei Bremen zurück. Sie starb 1692 und wurde in der Fürstengruft in der Marktkirche in Eschwege bestattet. Das Eschweger Landgrafenschloss wurde 1667 als Mitgift für seine Tochter Christine an das Haus Braunschweig-Bevern verpfändet.

## Titulatur
Sein vollständiger Titel, auf seinem Sarg verewigt, lautete: „Fridericus, der tapfere Held, Landgraf zu Hessen, Fürst zu Hersfeld, Graf zu Katzenelnbogen, Diez, Ziegenhain, Nidda und Schaumburg“.

## Ehe und Nachkommen
Friedrich heiratete am 8. September 1646 in Stockholm Eleonore Katharine von Pfalz-Zweibrücken-Kleeburg (1626–1692), Tochter des Pfalzgrafen Johann Kasimir von Pfalz-Zweibrücken-Kleeburg (1589–1652) und Schwester des schwedischen Königs Karl X. Gustav. Dieser Ehe entsprangen die Kinder:
- Margarete (*/† 1647)
- Christine (1648–1702) ⚭ Herzog Ferdinand Albrecht I. von Braunschweig-Bevern (1636–1687)
- Elisabeth (1650–1651)
- Juliane (1652–1693) ⚭ 1680 Johann Jacques Marchand, Baron von Lilienburg (1656–1703)
- Charlotte (1653–1708)

⚭ Prinz August von Sachsen-Weißenfels (1650–1674), Sohn von Herzog August (1614–1680)
⚭ 1679 Graf Johann Adolf zu Bentheim-Tecklenburg (1637–1704, Scheidung: 1693)
- Friedrich (1654–1655), Erbprinz von Hessen-Eschwege